# Megachile semicandens
Megachile semicandens är en biart som beskrevs av Cockerell 1910. Megachile semicandens ingår i släktet tapetserarbin, och familjen buksamlarbin. Inga underarter finns listade i Catalogue of Life.